# Segunda República helénica
La Segunda República helénica (en griego: Βʹ Ελληνική Δημοκρατία) es el régimen político que tuvo Grecia del 25 de  marzo de 1924 al 30 de noviembre de 1935. La precedió la monarquía constitucional de los reyes de la Casa de Glücksburg, y se mantuvo hasta que un golpe de Estado restauró la monarquía. La Segunda República helénica representa el segundo periodo de la historia moderna de Grecia en el que el jefe de Estado no fue un rey. Se considera como la Primera República el periodo de la guerra de independencia, cuando que Grecia estuvo gobernada por diversos Gobiernos provisionales (1822-1832).

## Historia
La Segunda República fue proclamada el 25 de marzo de 1924, como consecuencia de la derrota de Grecia en la guerra contra Turquía (1919-1922), de la que un amplio sector del Ejército y de la opinión pública culpaba a la monarquía.
Durante su breve existencia, la Segunda República no logró establecer un régimen estable. La sociedad griega permanecía profundamente dividida desde el llamado «cisma nacional» en 1916, durante la Primera Guerra Mundial, cuando el país había quedado separado en dos Gobiernos hasta junio de 1917: el de la monarquía en Atenas y otro republicano de «Defensa Nacional» en Salónica. En la posguerra, el Partido Liberal (Komma Fileleftheron) del presidente republicano Eleftherios Venizelos se enfrentaba a los monárquicos del Partido Popular (Laiko Komma), partidarios del rey Constantino I, quienes se negaban a reconocer la legitimidad de la República. La polarización de la vida política alcanzaba a toda la sociedad y se traducía en conflictos sociales y culturales que iban del uso del idioma griego a la elección de los estilos arquitectónicos. A esa importante fractura social se añadía el papel político desestabilizador de las Fuerzas Armadas, que intentaron varios golpes de Estado.
La economía del país estaba arruinada tras una década de conflictos bélicos y más de endeudamiento. Asimismo, se mostró incapaz de asumir la llegada de 1,4 millón de refugiados griegos desplazados como consecuencia del Tratado de Lausana (firmado con la nueva República Turca en 1923, al finalizar la guerra entre ambas) y de los intercambios de población acordados con este país. A pesar de los esfuerzos del Gobierno reformista de Venizelos en 1928-1932, la Gran Depresión de 1929 tuvo un impacto desastroso sobre la economía griega. La victoria electoral del Partido Popular en 1933 y los dos intentos fallidos de golpe de Estado de los venizelistas abrieron el camino a la restauración monárquica del rey Jorge II en 1935.

## Cronología de la Segunda República helénica
Para cada Presidente de la República, aparecen los Primeros Ministros que sirvieron bajo su presidencia.
- Presidencia de Pávlos Kountouriótis, 25 de marzo de 1924-15 de marzo de 1926
  - Aléxandros Papanastasiu, 12 de marzo de 1924-24 de julio de 1924
  - Themistoklis Sofoulis, 24 de julio de 1924-7 de octubre de 1924
  - Andreas Michalakópulos, 7 de octubre de 1924-26 de junio de 1925
  - Theodoros Pangalos, 25 de junio de 1925-15 de marzo de 1926 (golpe militar)

- Dictadura de Theodoros Pangalos, 15 de marzo de 1926-24 de agosto de 1926
  - Theodoros Pangalos, 15 de marzo de 1926-19 de julio de 1926
  - Athanasios Eftaxias, 19 de julio de 1926-23 de agosto de 1926 (contragolpe)

- Presidencia de Pávlos Kunturiótis, 24 de agosto de 1926-9 de diciembre de 1929
  - Georgios Kondilis, 23 de agosto de 1926-4 de diciembre de 1926
  - Aléxandros Zaimis, 4 de diciembre de 1926-4 de julio de 1928
  - Eleftherios Venizelos, 4 de julio de 1928-9 de diciembre de 1929

- Presidencia de Aléxandros Zaimis, 9 de diciembre de 1929-10 de octubre de 1935
  - Eleftherios Venizelos, 9 de diciembre de 1929-26 de mayo de 1932
  - Aléxandros Papanastasiu, 26 de mayo de 1932-5 de junio de 1932
  - Eleftherios Venizelos, 5 de junio de 1932-3 de noviembre de 1932
  - Panagis Tsaldaris, 3 de noviembre de 1932-16 de enero de 1933
  - Eleftherios Venizelos, 16 de enero de 1933-6 de marzo de 1933
  - Aléxandros Othonaios, 6 de marzo de 1933-10 de marzo de 1933
  - Panagis Tsaldaris, 10 de marzo de 1933-10 de octubre de 1935 (golpe militar monárquico)
  - Georgios Kondilis, 10 de octubre de 1935-30 de noviembre de 1935 (autoproclamado regente)